# Ammothea magniceps
Ammothea magniceps is een zeespin uit de familie Ammotheidae. De soort behoort tot het geslacht Ammothea. Ammothea magniceps werd in 1884 voor het eerst wetenschappelijk beschreven door Thompson. 